# Peter Baumgart
Peter Baumgart (né le 7 septembre 1931 à Berlin) est un historien allemand. À partir de 1967, Baumgart enseigne jusqu'à sa retraite en tant que professeur titulaire d'histoire moderne à l'Université de Wurtzbourg.

## Biographie
Peter Baumgart étudie à l'école Clausewitz puis au lycée Schiller de Berlin (de) avant d'étudier l'histoire, l'anglais, la philosophie et le latin à l'Université libre de Berlin à partir de 1949. Il obtient son doctorat en 1956 à l'Université libre de Berlin avec une thèse sur la pensée historique de Zinzendorf, sous la direction de Carl Hinrichs (de). De 1956 à 1964, il est assistant de recherche de Hinrichs à l'Institut Friedrich-Meinecke (de) et obtient son habilitation en 1964 avec une thèse sur l'ancienne université d'Helmstedt. La thèse d'habilitation n'est pas publiée. En 1964, il devient privat-docent, puis professeur d'université à la faculté de philosophie de l'Université libre de Berlin. Depuis 1967 et jusqu'à sa retraite, Baumgart enseigne l'histoire moderne à l'université de Wurtzbourg en tant que professeur titulaire. Il devient président de la Commission pour l'histoire de l'université bavaroise de Wurtzbourg et directeur des archives de l'université.
Ses principaux domaines de recherche sont l'histoire de l'éducation et des universités au début de l'ère moderne et l'histoire de la Prusse et de ses provinces. Il est considéré comme un expert de l'État et de la culture prussien-(brandebourgeois). Il rédige une biographie du « roi soldat » dans l'anthologie des souverains prussiens. L'époque confessionnelle est au cœur de son activité de recherche sur l'histoire de l'université. En 1963, il édite les statuts de l'Université Helmstedt, rédigés en 1576 par l'étudiant de Mélanchthon et réformateur de l'université de Rostock, David Chytraeus. Il publie des études pénétrantes sur l'octroi de privilèges impériaux au prince-évêque Jules Echter en 1575 et sur l'ouverture de l'Université de Wurtzbourg en 1582. Il réalise également des travaux comparatifs sur les universités allemandes sous le signe du confessionnalisme. Il publie un recueil sur le professeur de théologie et historien éclairé Michael Ignaz Schmidt et rédige une biographie à ce sujet. Il publie des biographies de professeurs importants de Wurtzbourg à la fin du XIXe et au début du XXe siècle. En 2006, à l'occasion de son 75e anniversaire, les nombreuses contributions publiées entre 1961 et 1994 sur l'histoire des universités à l'époque confessionnelle sont rassemblées et publiées.
Il est membre du comité exécutif de la Commission historique prussienne et de la Commission historique de Silésie (de). Il est également membre de la Commission historique de Berlin et de l'Association d'histoire constitutionnelle (de).

## Publications (sélection)
bibliographie
- Peter Herde (de), Anton Schindling (de) (Hrsg.): Universität Würzburg und Wissenschaft in der Neuzeit. Beiträge zur Bildungsgeschichte. Gewidmet Peter Baumgart anläßlich seines 65. Geburtstages (= Quellen und Forschungen zur Geschichte des Bistums und Hochstifts Würzburg. Bd. 53). Schöningh, Würzburg 1998,  (ISBN 3-87717-057-9), S. 273–282.

monographies
- Zinzendorf als Wegbereiter historischen Denkens (= Historische Studien. H. 381). Matthiesen, Lübeck u. a. 1960 (zugl. Dissertation unter dem Titel Spiritualismus und Pietismus bei Zinzendorf als Wegbereiter historischen Denkens, FU Berlin).
- Universitäten im konfessionellen Zeitalter. Gesammelte Beiträge. Aschendorff, Münster 2006,  (ISBN 978-3-402-03817-8).
- Brandenburg-Preußen unter dem Ancien Régime. Ausgewählte Abhandlungen. Herausgegeben von Frank-Lothar Kroll, Duncker & Humblot, Berlin 2009,  (ISBN 978-3-428-12827-3).

rédactions
- Bildungspolitik in Preußen zur Zeit des Kaiserreichs (= Preußen in der Geschichte. Bd. 1). Klett-Cotta, Stuttgart 1980,  (ISBN 3-12-914110-3).
- Vierhundert Jahre Universität Würzburg. Eine Festschrift (= Quellen und Beiträge zur Geschichte der Universität Würzburg. Bd. 6). Im Auftrag der Bayrischen Julius-Maximilians-Universität, Degener, Neustadt an der Aisch 1982,  (ISBN 3-7686-9062-8).
- Ständetum und Staatsbildung in Brandenburg-Preußen. Ergebnisse einer internationalen Fachtagung (= Studies presented to the International Commission for the History of Representative and Parliamentary Institutions. Vol. 66). Mit einem Geleitwort von Otto Büsch, de Gruyter, Berlin u. a. 1983,  (ISBN 3-11-009517-3).
- Expansion und Integration. Zur Eingliederung neugewonnener Gebiete in den preußischen Staat (= Neue Forschungen zur brandenburg-preußischen Geschichte. Bd. 5). Böhlau, Köln u. a. 1984,  (ISBN 3-412-06683-4).
- Kontinuität und Wandel. Schlesien zwischen Österreich und Preußen. Ergebnisse eines Symposions in Würzburg vom 29. bis 31. Oktober 1987 (= Schlesische Forschungen. Bd. 4). Thorbecke, Sigmaringen 1990,  (ISBN 3-7995-5854-3).
- Lebensbilder bedeutender Würzburger Professoren (= Quellen und Beiträge zur Geschichte der Universität Würzburg. Bd. 8). Degener, Neustadt an der Aisch 1995,  (ISBN 3-7686-9137-3).
- Michael Ignaz Schmidt (1736–1794) in seiner Zeit. Der aufgeklärte Theologe, Bildungsreformer und „Historiker der Deutschen“ aus Franken in neuer Sicht. Beiträge zu einem Symposion vom 27. bis 29. Oktober 1994 in Würzburg (= Quellen und Beiträge zur Geschichte der Universität Würzburg. Bd. 9). Degener, Neustadt an der Aisch 1996,  (ISBN 3-7686-9143-8).
- Die Universität Würzburg in den Krisen der ersten Hälfte des 20. Jahrhunderts. Biographisch-systematische Studien zu ihrer Geschichte zwischen dem Ersten Weltkrieg und dem Neubeginn 1945 (= Quellen und Forschungen zur Geschichte des Bistums und Hochstifts Würzburg. Bd. 58). Im Auftrag der Kommission für die Geschichte der Bayerischen Julius-Maximilians-Universität Würzburg, Schöningh, Würzburg 2002,  (ISBN 3-87717-064-1).
- mit Bernhard R. Kroener, Heinz Stübig (de): Die preußische Armee zwischen Ancién Regime und Reichsgründung. Schöningh, Paderborn u. a. 2008,  (ISBN 978-3-506-75660-2).
- Politische Correspondenz Friedrichs des Großen. Für die Preußische Historische Kommission. Mehrbändig, Duncker & Humblot, Berlin 1879 ff.